# Route Adélie de Vitré 2003
La Route Adélie de Vitré 2003, ottava edizione della corsa e valida come evento del circuito UCI categoria 1.3, fu disputata il 4 aprile 2003 su un percorso di 185,3 km. Fu vinta dal francese Sébastien Joly al traguardo con il tempo di 4h34'38", alla media di 40,483 km/h.
Al traguardo 72 ciclisti portarono a termine il percorso.

## Ordine d'arrivo (Top 10)
| Pos. | Corridore          | Squadra         | Tempo    |
| ---- | ------------------ | --------------- | -------- |
| 1    | Sébastien Joly     | Jean Delatour   | 4h34'38" |
| 2    | Henk Vogels        | Navigators      | a 2"     |
| 3    | Laurent Brochard   | AG2R Prév.      | s.t.     |
| 4    | Cédric Vasseur     | Cofidis         | s.t.     |
| 5    | Jens Voigt         | Crédit Agricole | s.t.     |
| 6    | Massimo Giunti     | Domina Vacanze  | s.t.     |
| 7    | Sandy Casar        | Fdjeux.com      | s.t.     |
| 8    | Patrik Sinkewitz   | Quick Step      | s.t.     |
| 9    | Domenico Passuello | Quick Step      | s.t.     |
| 10   | Laurent Lefèvre    | Jean Delatour   | s.t.     |